# Планета мавп (франшиза)
Планета мавп (англ. Planet of the Apes) — це американська науково-фантастична франшиза, що включає фільми, книги і телесеріали. Всіх їх об'єднує зображуваний світ, де мислячі мавпи домінують над людьми. Франшиза почалася з роману «Планета мавп», французького письменника П'єра Буля, виданого 1963 року. Кіноадаптація роману під назвою «Планета мавп» 1968 року, хоча і значно відійшла від першоджерела, отримала критичний і комерційний успіх, почавши серію продовжень і спін-офів. З 1973 року франшизою володіє 20th Century Fox.
З 1970 по 1973 рік вийшли чотири продовження: «Під планетою мавп», «Втеча з планети мавп», «Завоювання планети мавп», і «Битва за планету мавп». Серія також містить два телесеріали: «Планета мавп» (1974) і анімаційний серіал «Повернення на Планету мавп» (1975).
У 2001 році вийшла спроба Тіма Бертона відродити франшизу однойменним фільмом, але продовжень він не отримав. В 2011 році відбулося перезавантаження франшизи з фільмом «Повстання планети мавп», за яким в 2014 році пішов «Світанок планети мавп» та «Війна за планету мавп», що вийшов у 2017. У 2019 році було розпочато виробництво наступних продовжень серії перезапуску 2011 року, з Королівство планети мавп випущеного в 2024 році.
Також існує документальний фільм про створення перших п'яти фільмів франшизи під назвою «Behind the Planet of the Apes» (1998).

## Роман
Науково-фантастична книга П'єра Буля «Планета мавп» побачила світ у 1963 році. За сюжетом в XXVI столітті група людей, подорожуючи космосом далеко від розвіданих планет, потрапила на планету біля зірки Бетельгейзе, схожу на Землю. Місцеві люди-дикуни знищили їхнє спорядження, а згодом відбулася облава розумних горил. Так герої роману опинилися в полоні мавп, які, володіючи розвиненими технологіями, ставилися до людей як до тварин. Врешті їм вдалося покинути планету і дістатися до Землі, але за 800 років, що минули, і Землю захопили мавпи.
У романі Буля астронавти потрапляють в досить розвинене суспільство, яке мало автомобілі, літаки, добре розвинену медицину. Загалом книга мала значну частку іронії та пародій на тогочасні суспільні проблеми. В екранізаціях через затратність декорацій цей момент було упущено.

## Фільми
| Номер | Назва                      | Дата виходу    | Режисер                 | Серія             |
| ----- | -------------------------- | -------------- | ----------------------- | ----------------- |
| 1     | Планета мавп               | 8 лютого 1968  | Франклін Джеймс Шаффнер | Оригінальна серія |
| 2     | Під планетою мавп          | 27 травня 1970 | Тед Пост                | Оригінальна серія |
| 3     | Втеча з планети мавп       | 21 травня 1971 | Дон Тейлор              | Оригінальна серія |
| 4     | Завоювання планети мавп    | 29 червня 1972 | Джей Лі Томпсон         | Оригінальна серія |
| 5     | Битва за планету мавп      | 15 червня 1973 | Джей Лі Томпсон         | Оригінальна серія |
| 6     | Планета мавп (фільм, 2001) | 27 липня 2001  | Тім Бертон              | Ремейк            |
| 7     | Повстання Планети мавп     | 5 серпня 2011  | Руперт Ваятт            | Перезапуск        |
| 8     | Світанок планети мавп      | 11 липня 2014  | Метт Рівз               | Перезапуск        |
| 9     | Війна за планету мавп      | 12 липня 2017  | Метт Рівз               | Перезапуск        |
| 10    | Королівство планети мавп   | 24 червня 2024 | Вес Болл                | Перезапуск        |

## Оригінальна серія

### Планета мавп (1968)
Космічний корабель, повертаючись з завдання, зазнав аварії на невідомій планеті (якою виявляється Земля). Через парадокс Ейнштейна астронавти опинилися в 3978 році, значно пізніше, ніж очікували. Коли корабель потонув, вони зустрічають деградованих людей, після чого потрапляють у полон до розумних приматів, цивілізація яких подібна на людську. Мавпи не бажають визнавати очевидного — що люди здатні мислити, через політичні й релігійні переконання.
Критика і глядачі добре прийняли фільм. Також «Планета мавп» отримала дві номінації на «Оскар» — за найкращі костюми і найкращий саундтрек. П'єр Буль сумнівався в можливості достойно екранізувати його книгу, але залишився задоволеним фільмом. В одному з інтерв'ю ним було сказано: «Я ніколи не думав, що роман можна адаптувати для кіно. Мені здавалося занадто складним зробити фільм по-справжньому смішним. Коли я подивився фільм, він був зовсім не смішним, він був дуже хорошим, [але] в порівнянні з романом багато що було змінено».
«Планета мавп» і продовження зверталися до проблем расових заворушеннях 60-х років, війни у В'єтнамі та рухів за громадянські права в США, чим і здобули популярність. Було налагоджено випуск супутніх товарів, як фігурки героїв, костюми, комікси і рекламні газети «The Ape News» і «The Mutant News» з вигаданими новинами мавп'ячого суспільства.

### Під Планетою мавп (1970)
На пошуки зниклого корабля було споряджено нову експедицію, яка також потрапила в ту саму аномалію і зазнала аварії. Єдиний вцілілий астронавт Брент намагається знайти сліди зниклих колег. У своїх пошуках він зустрічає героїв попереднього фільму. Брент ховається від мавп-переслідувачів у підземному місті, де досі існує людська культура, що поклоняється атомній бомбі.
Цей фільм зобразив песимістичний фінал, що став наслідком ненависті й відсутності взаємопорозуміння між людьми, мавпами і всередині їхніх суспільств — Земля загинула.

### Втеча з Планети мавп (1971)
Виявивши спосіб переміщення в часі, три мавпи з майбутнього відправляються в двадцяте століття і приземляються біля Лос-Анджелеса. Люди шоковані появою здатних говорити мавп, а коли ті розкривають майбутнє людства, розцінюють всіх мавп як загрозу. Громадськість спочатку пильно стежить за незвичайними приматами, дає їм притулок і доглядає за ними, поки не стає ясно, що одна мавпа вагітна. Побоюючись, що це мавпеня стане лідером повстання мавп, про якого розповіли прибулі, люди нападають першими.

### Завоювання Планети мавп (1972)
У 1983 році новий вірус вбив всіх собак і кішок, через що люди стали заводити як домашніх улюбленців приматів. Поступово вони починають покладати на мавп всю важку і брудну роботу, перетворюючи тих на рабів. Дитина прибулих з майбутнього мавп на ім'я Цезар стає лідером повстання мавп.

### Битва за Планету мавп (1973)
Після повстання Цезаря і атомної війни, початої людьми, мавпи захопили планету, але серед них назріває розкол. Цезар намагається укласти мир між людьми і мавпами, тоді як войовничий генерал Альдо жадає повністю знищити людську расу. Частина людей, яка ховається в руїнах, готується завдати нового удару.
Проте цей фільм завершує історію Планети мавп щасливо — через сотні років у фіналі показується суспільство, де люди і мавпи досягли миру, відвернувши загибель світу.

## Телесеріали

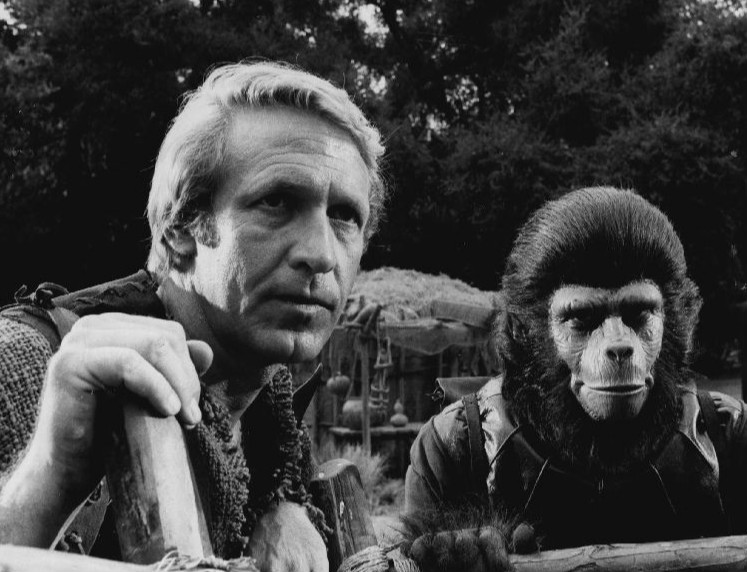
Персонажі телесеріалу «Планета мавп»

### Планета мавп (телесеріал, 1974)
13 вересня 1974 канал CBS розпочав показ серіалу «Планета мавп». За сюжетом два астронавта (Рон Гарпер і Джеймс Нафтон) потрапляють в 3085 рік на планету, де над людьми панують примати. Серіал тривав 13 епізодів і не здобув популярності, тому через чотири місяці після початку показу «Планету мавп» було закрито.

### Повернення на планету мавп (1975)
На початку вересня 1975 телеканал NBC розпочав показ мультсеріалу «Повернення на планету мавп». Було відтворено світ, зображений в романі, де мавпи їздять на машинах і навіть керують літаками. Мультсеріал складався з 13 півгодинних епізодів, але через низькі рейтинги його довелося закрити.

## Ремейк

### Планета мавп (2001)
Ідеї зняти ремейк задумалася ще наприкінці 80-х років. У списках можливих режисерів або співпродюсерів фігурували Філліп Нойс, Кріс Коламбус, Пітер Джексон, Олівер Стоун, Джеймс Кемерон, Сем Реймі. У підсумку в 2000 році в проект прийшов Тім Бертон, а на головні ролі визначили Марка Волберга, Гелену Бонем Картер і Тіма Рота. Фільм став дев'ятим за світовими зборами фільм 2001 року. До нього випускалася і супутня продукція: комікси та серія іграшок.
За сюжетом в 2029 році астронавт Лео Девідсон навчає мавп керувати космічними апаратами. Несподівано один з його учнів втрачає контроль над космольотом і потрапляє до ще не вивченої області просторово-часових тунелів.
Лео, кинувшись рятувати мавпу, потрапляє на невідому планету, де цивілізація войовничих мавп перетворила людей на своїх рабів. Опинившись в полоні у мавп, Лео намагається відстояти права людства на свободу.
Фільм отримав номінації на премії «Сатурн», BAFTA і MTV, але також і отримав «Золоту малину» як «найгірший ремейк». У результаті, попри комерційний успіх, «Планета мавп» не отримала продовжень.

## Перезапуск франшизи

### Повстання Планети мавп (2011)
Перезапуск франшизи відбувся в 2011 році, коли 20th Century Fox пустила в прокат «Повстання планети мавп». Перезапуск акцентується в більшій мірі на науковій етиці та ставленні людей до тварин.
Фільм використовує алюзії на оригінальну «Планету мавп» 1968 року, але показує зовсім іншу історію. Сюжет обертається навколо вченого Вілла Родмана і шимпанзе Цезаря. Вілл розробляє вірусні ліки проти хвороби Альцгеймера, які випробовуються на мавпах. Ліки наділяють мавп розумом, але новий штамм для людей виявляється смертельним, що не помічають одразу через визискування більших прибутків від продажу ліків. Цезар, потрапивши в притулок для тварин з жорстоким наглядачем, стає лідером серед інших мавп та, користуючись своїм високим інтелектом, піднімає справжнє повстання.

### Світанок Планети мавп (2014)
Події продовження відбуваються через 15 років, коли більшість людей вимерла через вірус. Мавпи ж під дією вірусу стали набагато розумнішими, на чолі зі своїм лідером Цезарем заснували в заповіднику селище і створили свою культуру. Довгий час люди і мавпи не контактували, але пошуки джерел енергії приводять групу вцілілих у заповідник. Шимпанзе Коба, який ненавидить людей за експерименти над ним, підбурює решту мавп на битву проти людей. Обидва види, прагнучи виживання, вважають одне одного надто різними для порозуміння, хоча їхні проблеми однакові.

### Війна за Планету мавп (2017)
Минуло ще 5 років, Цезар і його клан борються проти людей жорстокого полковника Маккалоу. Цезар вирушає на пошуки нового місця життя, тим часом Маккалоу захоплює клан, примушуючи мавп тяжко працювати. З групою друзів лідер мавп намагається їх звільнити і сам опиняється в полоні. Тим часом вірус мутував, позбавляючи все більше людей здатності говорити й мислити. Мавпи борються за звільнення, щоб продовжити пошуки місця, яке назвуть домівкою.

## Відеоігри
21 листопада 2017 року було видано відеогру, інтерактивний фільм Planet of the Apes: Last Frontier для ПК, Xbox One і PlayStation 4. Сюжетно вона поєднує фільми «Світанок планети мавп» і «Війна за планету мавп». Гра зосереджена на протистоянні племені мавп-вигнанців і людей-фермерів. Передбачає три головних варіанти розвитку подій, спрямованих на перемогу мавп, людей, або мир між обома.